# Oliver Lutz
Oliver Lutz (* 1986 in Hanau) ist ein deutscher Jazzbassist, der in der Kölner Musikszene aktiv ist.

## Leben und Wirken
Lutz studierte E-Bass und Kontrabass an der Musikhochschule Mannheim; 2009 setzte er sein Studium an der Hochschule für Musik und Tanz Köln fort, das er 2011 „summa cum laude“ abschloss. Er spielte u. a. in dieser Zeit mit der European Masterclass Big Band unter Leitung von Peter Herbolzheimer. 2009 gewann er den Wettbewerb Jugend Jazzt, 2011 den Convento Jazz Award und den Sponsorenpreis auf dem Generations Jazzfestival, Frauenfeld. 
Lutz hatte Engagements beim Nationaltheater Mannheim und den Ettlinger Schlossfestspielen; ferner trat er auf vielen internationalen Jazzfestivals wie dem Enjoy Jazz, den Leverkusener Jazztagen, bei Jazz à Vienne und dem Montreux Jazz Festival auf. 2013 legte er sein Debütalbum Signal (Unit Records) vor, 2016 folgte seine zweite CD Poolparty. Er arbeitet seit 2009 in der Kölner Jazz-Szene, sowohl mit seinem Quartett und Quintett (mit zunächst u. a. Christoph Möckel, Moritz Baumgärtner, Manuel Schmiedel, Pablo Held, Jonas Burgwinkel, Sebastian Sternal, Simon Seidl, Vitaliy Zolotov), außerdem auch als Mitspieler in Formationen wie dem Offshore Quintett, Janning Trumanns Makkro (Album Raeume 2014) oder dem Lucas Leidinger Quintett.
Seine aktuellen Projekte sind Salomea (mit Rebekka Ziegler) und Synthimania.

## Diskographische Hinweise
- Bellbird: Transmitter (Whirlpool Music, 2012), mit Holger Werner, Christoph Möckel, Tobias Hoffmann, Marco Mlynek, Max Andrzejewski
- Besaxung: Hotzenwald (Berthold Records, 2012), mit Philipp Gerschlauer, Felix Roßkopf, Thomas Sauerborn
- Florian Fleischer Quintet: Verzücken (Neuklang, 2012), mit Jens Böckamp, Philipp Rüttgers, Etienne Nillesen
- Poolparty (Klaeng, 2016), mit Matthew Halpin, Vitaliy Zolotov, Simon Seidl, Oliver Rehmann sowie Christoph Möckel, Pablo Held und Constantin Krahmer
- Offshore Quintet: Preen (Klaeng, 2017), mit Christoph Möckel, Constantin Krahmer, Dierk Peters, Fabian Rösch
- Re:Calamari (Klaeng, 2021), mit Wanja Slavin, Pablo Held, Andi Haberl[2]